# Limotettix typhae
Limotettix typhae är en insektsart som beskrevs av Vilbaste 1968. Limotettix typhae ingår i släktet Limotettix och familjen dvärgstritar. Inga underarter finns listade i Catalogue of Life.